# Stafford-Gletscher
Der Stafford-Gletscher ist ein Gletscher im ostantarktischen Viktorialand. In den Victory Mountains fließt er 8 km östlich des Rudolph-Gletschers zum Trafalgar-Gletscher.
Der United States Geological Survey (USGS) kartierte ihn anhand eigener Vermessungen und Luftaufnahmen der United States Navy aus den Jahren von 1960 bis 1962. Das Advisory Committee on Antarctic Names benannte ihn 1964 nach Sergeant Billy D. Stafford von der United States Army, leitender Offizier der Hubschrauberabordnung zur Unterstützung der Arbeiten des USGS in diesem Gebiet zwischen 1961 und 1962.